# جمعية الهلال الأحمر الموريتاني
جمعية الهلال الأحمر الموريتاني (بالفرنسية:Croissant-Rouge Mauritanien) ، هي مؤسسة طبية إنسانية تهدف لدعم المرضى واللاجئين، أسست سنة 1970م، وأنضمت لمنظمة الصليب الأحمر الدولي سنة 1971م.

## وصلات خارجية
- "Croissant Rouge mauritanien". {{استشهاد ويب}}: |format= بحاجة لـ |url= (مساعدة)، النص "http://www.ifrc.org/fr/docs/pubs/profiles/mrprofile_fr.pdf" تم تجاهله (مساعدة)، والوسيط |مسار= غير موجود أو فارع (مساعدة); profilo della Mezzaluna Rossa mauritana sul sito ufficiale della Federazione (http://www.ifrc.org)
- عناوين جمعية الهلال الأحمر الموريتانية.